# Македонські назви місяців
Македонська мова має два набори назв місяців григоріанського календаря. Найчастіше використовуваний набір назв походить від латинських найменувань місяців, і вони використовуються переважною більшістю македонського населення. Однак існує безліч старих імен за дванадцять місяців слов'янського походження, які відрізняються від латинських, хоча їхнє використання архаїзоване і переважно обмежується народною літературою та релігійними календарями, виданими Македонською православною церквою.
Походження назв македонських місяців тісно пов'язане з сільськогосподарською діяльністю, що відбувається у відповідний період, або з погодними умовами, характерними для цього періоду. Деякі місяці мають різні назви в різних регіонах. Використання сучасних латинських імен місяців серед македонців почалося у кінці 19 століття в результаті масової освіти.

## Македонські назви місяців
| №   | Латинська назва | Англійська назва | Македонська кирилиця | Українська назва | Стара македонська назва | Транслітерація | Значення                           |
| --- | --------------- | ---------------- | -------------------- | ---------------- | ----------------------- | -------------- | ---------------------------------- |
| 1.  | Ianuarius       | January          | Јануари              | Січень           | Коложег                 | Koložeg        | Місяць спалювання стовбурів дерев  |
| 2.  | Februarius      | February         | Февруари             | Лютий            | Сечко                   | Sečko          | Місяць льоду                       |
| 3.  | Martius         | March            | Март                 | Березень         | Цутар                   | Cutar          | Місяць розквіту                    |
| 4.  | Aprilis         | April            | Април                | Квітень          | Тревен                  | Treven         | Місяць трави                       |
| 5.  | Maius           | May              | Мај                  | Травень          | Косар                   | Kosar          | Час цвітіння трав і чагарників     |
| 6.  | Iunius          | June             | Јуни                 | Червень          | Жетвар                  | Žetvar         | Час зрілості першого врожаю плодів |
| 7.  | Iulius          | July             | Јули                 | Липень           | Златец                  | Zlatec         | Золотий місяць                     |
| 8.  | Augustus        | August           | Август               | Серпень          | Житар                   | Žitar          | Місяць пшениці                     |
| 9.  | September       | September        | Септември            | Вересень         | Гроздобер               | Grozdober      | Місяць збирання винограду          |
| 10. | October         | October          | Октомври             | Жовтень          | Листопад                | Listopad       | Місяць листя падає                 |
| 11. | November        | November         | Ноември              | Листопад         | Студен                  | Studen         | Місяць холоду                      |
| 12. | December        | December         | Декември             | Грудень          | Снежник                 | Snežnik        | Місяць снігу                       |

## Народні назви місяців у різних регіонах Македонії

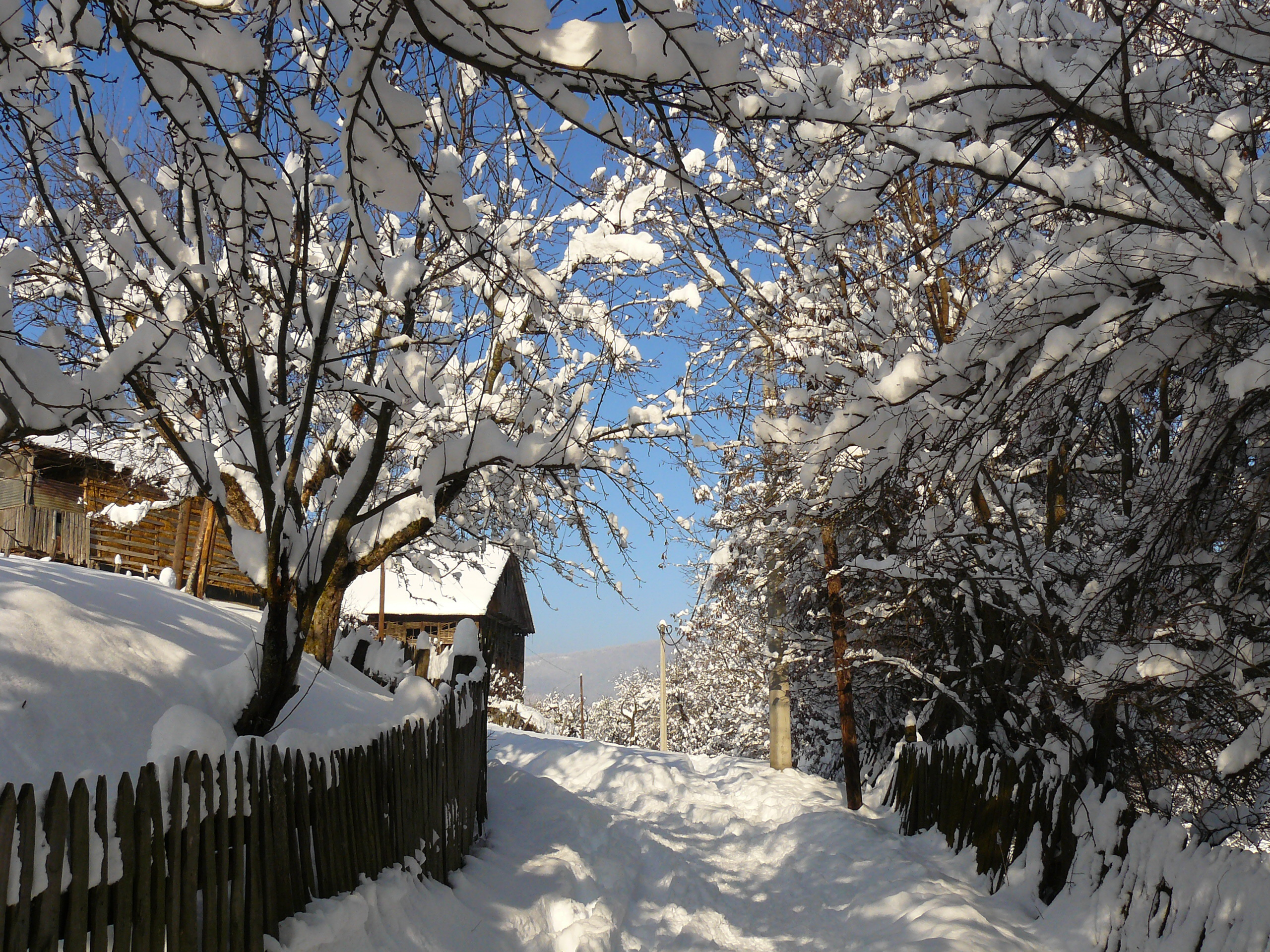
Снежник (грудень) так називається тому, що в цьому місяці починає падати сніг. На фото: дорога в селі Тајмиште, Кичево.

У Гевгелії С. Танович зазначив народні назви місяців, які в першій частині відповідають перерахованим вище, з різницею в назвах травня — црешар, червня — житвар, липня — билјар, серпня — прабражденски, вересня — бугуројчин (або груздобер), жовтня — митровски або касим, листопада — листупад і грудня — гулемијут месиц або бужикјов.
Народні назви для місяців в селі Валандово Пірава наступні: коложег — січень, сечко — лютий, летник — березень, тревен — квітень, цутник — травень, црвеник — червень, горешник — липень, гумнар — серпень, гроздобер — вересень, листокап — жовтень, снежен — листопад, студен — грудень.
У районі Бошава, біля підніжжя гори Кожуф в Кавадарці, були відзначені імена, а також цікаві пояснення назв. Назва алистоп використовувалася для місяця листопада, а андреја для грудня, причому вважалося, що тоді починалася зима, і апостол Андрій кидав великі сніжинки.
У македонській етнічній області Голлоборде (алб. Gollobordë) в Албанії для певних місяців використовуються такі назви: коложек або колоџек для січня , черешнар або црешнар для червня, жетвар для липня, дорвар або дрвар для листопада та јôдре для грудня.

## Відповідність до християнських свят
Етнологи и антропологи встановили, що в македонській народній культурі тривалість кожного місяця відповідає церковним та/або народним святам, які македонською мали назву «меџници» або «синори». У македонському народному календарі місяці розподілялися приблизно так:
- Січень: від Святого Варфоломея до Василиці
- Коложег: від Василиці до Святого Трифона
- Лютий: від Святого Трифона до Літника
- Березень: від Літника до Благовіщення
- Квітень: від Благовіщення до Єремії
- Травень: від Єремії або Святого Георгия до Трійці або Петрова поста[4]
- Червень: від Трійці або Петрова поста до дня Івана
- Липень: від дня Іллі до Успіння Пресвятої Діви Марії
- Серпень: від Успіння Богородиці до Воздвиження Хреста Господнього
- Вересень: від Воздвиження Хреста Господнього до Параскевиного дня[mk]
- Жовтень: від Параскевиного дня до дня Святого Дмитра
- Листопад: від дня святого Дмитра до Введення в Храм Пресвятої Діви Марії
- Грудень: від Введення у Пресвятої Діви Марії до Святої Анни або Ігнатія Богоносця[5]